# Ceutorhynchini
Tribu
Synonymes
Oxyonychini
Les Ceutorhynchini sont une tribu d'insectes coléoptères de la famille des Curculionidae.

## Liste des genres
Amalorrhynchus - Amalus - Barioxyonyx - Bohemanius - Calosirus - Ceutorhynchus - Coeliastes - Coeliodes - Coeliodinus - Datonychidius - Datonychus - Drupenatus - Ethelcus - Eucoeliodes - Glocianus - Hadroplontus - Mesoxyonyx - Micrelus - Microplontus - Mogulones - Mogulonoides - Nedyus - Neoglocianus - Neoxyonyx - Oprohinus - Oxyonyx - Paracoeliodes - Parethelcus - Paroxyonyx - Phoeniconyx - Phrydiuchus - Poophagus - Prisistus - Pseudocoeliodes - Ranunculiphilus - Sirocalodes - Stenocarus - Tapeinotus - Thamiocolus - Theodorinus - Trichosirocalus - Zacladus